# Altier

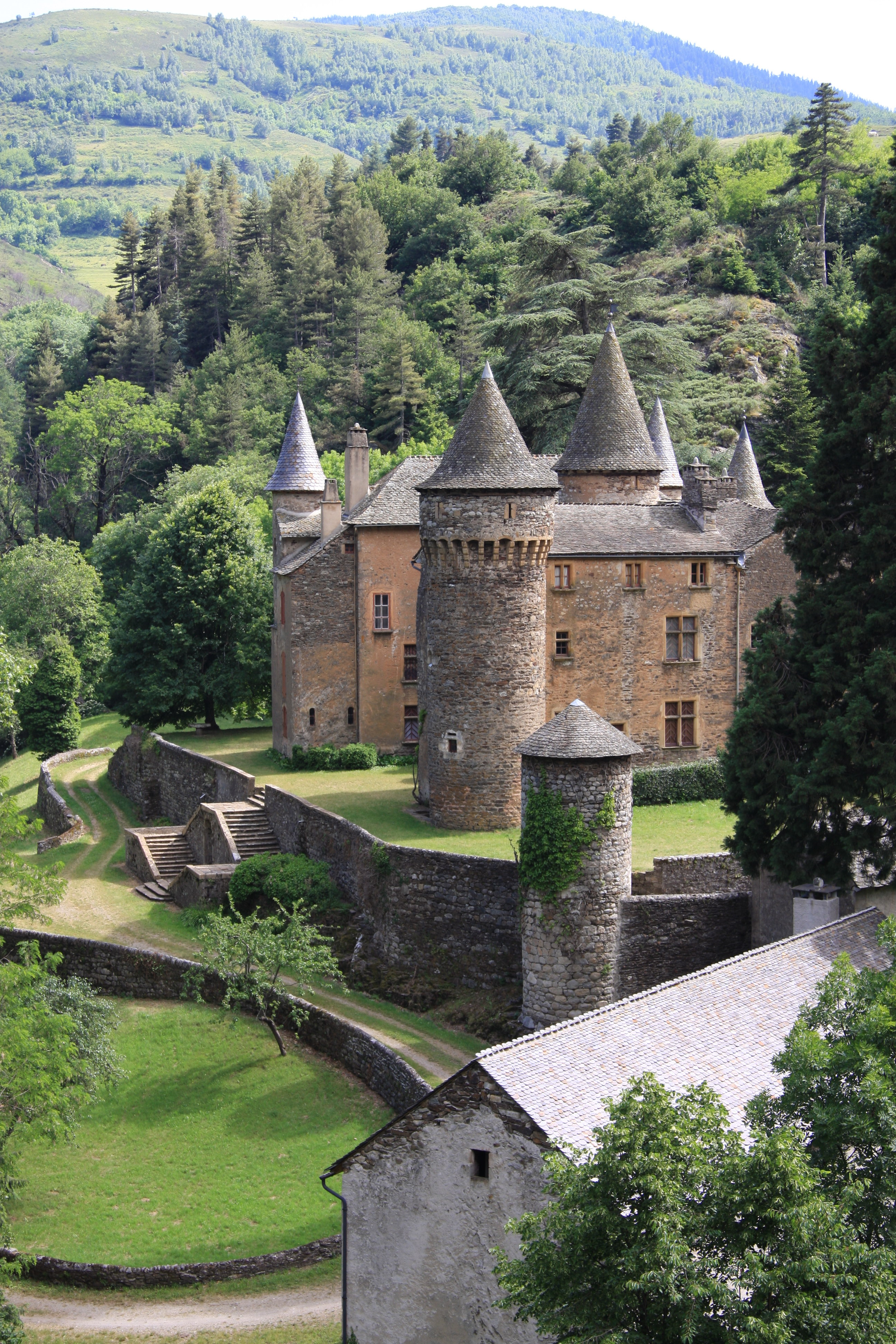
Zamek Champ z XIV wieku w Gminie Altier, 2009

Altier – miejscowość i gmina we Francji, w regionie Oksytania, w departamencie Lozère.
Według danych na rok 1990 gminę zamieszkiwały 243 osoby, a gęstość zaludnienia wynosiła 4 osoby/km² (wśród 1545 gmin Langwedocji-Roussillon Altier plasuje się na 672. miejscu pod względem liczby ludności, natomiast pod względem powierzchni na miejscu 33.).

## Populacja

Populacja Altier w latach 1962-2008